# Javastraat 4-6 (Baarn)
Het huis aan de Javastraat 4-6 is een gemeentelijk monument in Baarn in de provincie Utrecht.
Het huis werd rond 1900 gebouwd en lijkt erg op het belendende huis op nummer 2. Deze gevel is een mengeling van neoclassicisme en neorenaissance. Bovenaan de gevel is een fronton aangebracht om het huis groter te doen lijken. Deze oude dienstwoning van Huize Canton doet voorkomen alsof er twee bouwlagen zijn. De serre aan de rechterkant biedt uitzicht op de tuin.